# تی. ام. ریچاردسون
تی.ام. ریچاردسون (به انگلیسی: T.M. Richardson) یک کشتی است که طول آن ۶۴ فوت (۱۹٫۵۱ متر) می‌باشد. این کشتی در سال ۱۸۸۸ ساخته شد.